# 小行星7302
小行星7302（英語：7302）是一颗围绕太阳公转的小行星。1993年2月10日，上田清二、金田宏在钏路市发现了此天体。
这颗小行星的绝对星等为277.6012155391413等。